# Olimpia Basket Matera 2012-2013
L'Olimpia Basket Matera, sponsorizzata Bawer, ha preso parte al campionato di Divisione Nazionale A FIP 2012-2013.
La squadra si è classificata al 2º posto nella stagione regolare; ha poi disputato i play-off promozione, venendo sconfitta nella serie finale dalla PMS Torino. Anche nella Coppa Italia LNP l'Olimpia ha raggiunto la finale: è stata eliminata dalla SBS Castelletto con il risultato di 69-57.

## Roster
|    | Naz.                 | Ruolo | Sportivo              | Anno | Alt. |  |        |
| -- | -------------------- | ----- | --------------------- | ---- | ---- |  | ------ |
| 4  | Italia (bandiera)    | P     | Renato Buono          | 1994 | 185  |  |        |
| 5  | Argentina (bandiera) | PG    | Sebastián Vico        | 1986 | 192  |  |        |
| 7  | Italia (bandiera)    | C     | Antonio Iannuzzi      | 1991 | 208  |  |        |
| 8  | Italia (bandiera)    | AC    | Massimo Rezzano       | 1982 | 205  |  |        |
| 10 | Italia (bandiera)    | A     | Andrea Vitale         | 1981 | 199  |  |        |
| 12 | Italia (bandiera)    | GA    | Marcello Cozzoli      | 1990 | 188  |  |        |
| 15 | Italia (bandiera)    | A     | Matteo Samoggia       | 1990 | 198  |  |        |
| 16 | Italia (bandiera)    | G     | Antonio Smorto        | 1995 | 192  |  |        |
| 17 | Italia (bandiera)    | P     | Carlo Cantone         | 1985 | 185  |  |        |
| 18 | Italia (bandiera)    | G     | Luca Giuffrida        | 1974 | 185  |  |        |
| 19 | Italia (bandiera)    | AC    | Cristiano Grappasonni | 1972 | 204  |  | (cap.) |

- Allenatore: Giovanni Benedetto